# Calm Before the Storm
Calm Before the Storm – piąty album studyjny angielskiego zespołu Venom. W porównaniu z poprzednim albumem (Possessed), w grupie zaszły spore zmiany, m.in. ze składu odszedł Mantas, którego zastąpili Mike Hickey i James Clare. Wiązało się to ze zmianą stylu grania (skłonienie się ku lżejszym gitarowym riffom), co spowodowało, że wielu fanów Venom opuściło zespół. Po wydaniu tego krążka na osiem lat zespół opuścił Cronos.

Album spotkał się z negatywnymi opiniami krytyków i nie odniósł takiego sukcesu jak poprzednie.

## Lista utworów
1. „Black Xmas” - (02:57)
2. „The Chanting Of The Priests” - (04:25)
3. „Metal Punk” - (03:24)
4. „Under A Spell” - (04:09)
5. „Calm Before The Storm” - (04:14)
6. „Fire” - (02:42)
7. „Krackin' Up” - (02:15)
8. „Beauty And The Beast” - (03:49)
9. „Deadline” - (03:17)
10. „Gypsy” - (02:25)
11. „Muscle” - (02:43)

## Twórcy
- Cronos - gitara basowa, śpiew
- Mykus - gitara elektryczna
- James Clare - gitara elektryczna
- Abaddon - perkusja